# 十三 (大阪市)

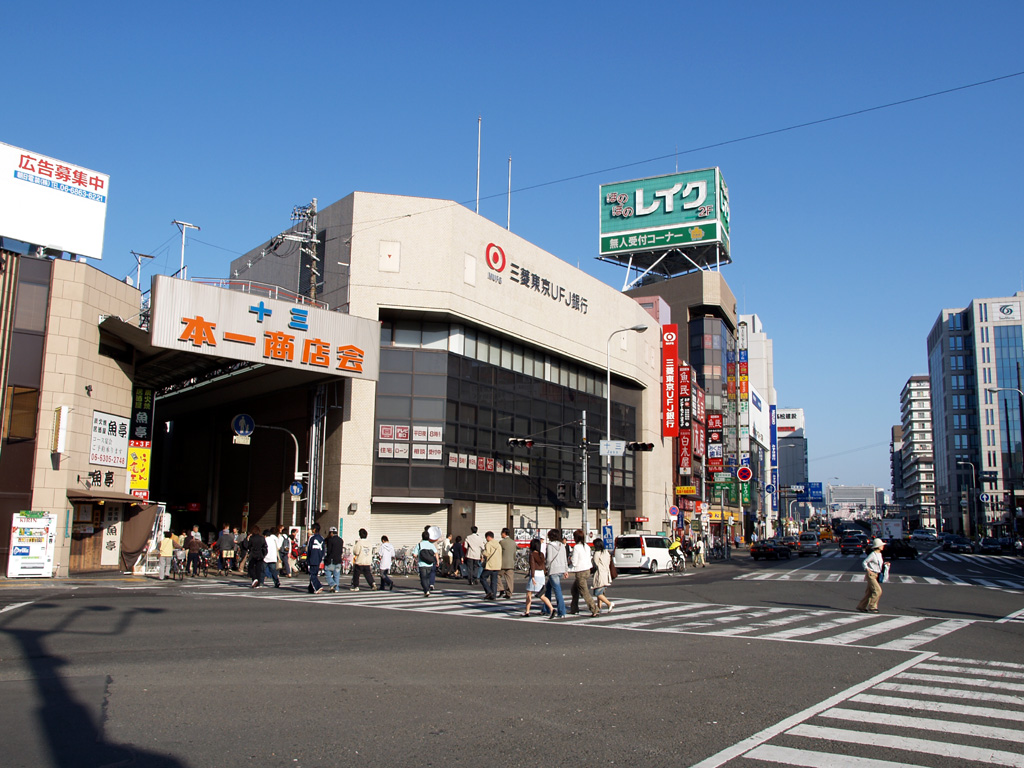
十三交差点から十三大橋、梅田方面の風景。奥に大阪駅のビルが霞んで見える。

十三（じゅうそう）は、大阪府大阪市淀川区南西部、阪急電鉄十三駅周辺の地名。
地名の由来は、摂津国西成郡の南端を一条とし、北へ順次数えると十三条の場所に当たるという条里制に基づく説や、かつて当地に存在した中津川の渡しが淀川の上流から数えて13番目の渡しであったとする説など、諸説存在する。

## 概要
十三は、阪急十三駅を中心として駅西部と東部に商店街が広がり、多くの飲食店や商店が軒を連ねる繁華街である。ねぎ焼きの「やまもと」や「がんこ寿司」、みたらし団子の「喜八洲総本舗」など関西全体で有名な店舗の本店があるグルメな街としても知られる。渡船があることで発展した町であり、当時の舟を待つ間に食べたであろう和菓子などの老舗も見られる。
他方、駅近くには風俗店があり、特に駅西南側の栄町エリアにはパチンコ店、キャバレー、ピンクサロン、ラブホテルなどが密集している。このため歓楽街としての側面もある。大阪でも数少ないミニシアターの一つ「第七藝術劇場」も栄町エリアにある。また、ライブハウス「十三ファンダンゴ」はウルフルズがインディーズ時代によく活動していたことで有名である。
十三の南側は、淀川に面しており、この付近の淀川河川敷で、毎年8月になにわ淀川花火大会が行われる。この河川敷は、自然の状態が残っている部分もあり、珍しい野鳥や水棲生物が見られる場所である。さらに河川敷からは、淀川越しに都心方向（梅田）の超高層ビル群を眺めることができる眺望スポットでもある。
十三駅は阪急の3路線が乗り入れ京阪神に直行できるターミナル駅であり、梅田のほか東海道・山陽新幹線の新大阪駅にも近い。このため従来からオフィスビルや単身者向けマンションが集積していたが、大阪市はファミリー層を呼び込むため淀川区役所跡の再開発を計画。事業者に決まった阪急阪神不動産は地上39建てタワーマンションや大阪市立図書館、保育所、スーパーマーケット、医療系専門学校からなる再開発を2026年にかけて進めている。

## 範囲
十三駅西側、国道176号線（十三バイパスでない本線）の十三交差点付近（住所でいえば十三本町一丁目）を中心に東西に繁華街が広がる。広域地名としては、その周辺の十三元今里、十三東、木川西、新北野、田川辺りの住宅地も含む。
武田薬品工業大阪工場も十三本町に所在している。TBS系で放送された『タケダアワー』のオープニングキャッチでは大阪工場内の中央研究所第1棟・第2棟の全景映像が使われた（関西地区では当時、朝日放送にネットされていた）。

## 歴史
十三の地名の発祥となった場所は、十三と現在呼ばれている地域よりもやや南に位置した。
明治時代初期までの淀川は下流部でいくつもにも分流し、その一つとしてこの地には中津川と呼ばれていた川が流れていた（新淀川の開削により消失）。江戸時代までに中津川南岸の成小路村（現在の新北野付近）と北岸の堀村（現在の十三本町付近）を結ぶ十三の渡しが設置され、大坂と尼崎、西宮を結ぶ中国街道の一部区間となっていた。なお、成小路村の字名に十三があった。
成小路村は1889年（明治22年）の町村制実施により、中津川南岸の村々と合併して西成郡中津村となった。また、堀村は小島村や今里村など中津川北岸の村々と合併して神津村となった。
しかし、1898年（明治31年）より新淀川の開削工事が始まり、中津村を横断する形で新淀川が開削され、当時の十三は新淀川の敷地となった。このため十三の地名は一度消失した。
1910年（明治43年）、新淀川堤防北岸（当時は西成郡中津村大字成小路）に箕面有馬電気軌道（現：阪急宝塚線）の十三駅が設置された。この駅名採用がきっかけで、渡し船も旧地も失われてしまった十三の名称が、広域地名として復活することになる。なお、十三駅は1916年（大正5年）、開業当時よりやや北寄りの現在地（当時は西成郡神津村大字小島）に移転している。
中津町（中津村が1911年に町制施行）と神津町（神津村が1922年に町制施行）は1925年（大正14年）にどちらも大阪市へ編入され、新設の東淀川区に属した。同時に、旧中津町大字成小路が十三南之町、旧神津町大字堀が十三西之町、旧神津町大字小島が十三東之町に改称され、十三の名称は正式に町名となった。
現在の十三元今里は、大阪市編入に伴い旧神津町大字今里から今里町に改称され、その後、区画整理事業が完了したことを機に、東成区の今里と区別するため、1930年（昭和5年）に元今里北通、1931年（昭和6年）に元今里南通へと順次改称された。
1974年（昭和49年）に東淀川区から新設の淀川区へ転属。同時に十三本町、十三東、十三元今里の現行行政地名に改編された。一方で、最も早くから十三の地名が見られた、もと成小路村に当たる十三南之町は新北野という現行行政地名に改編された。これは、1931年（昭和6年）にこの地（かつての中津川の跡地）に移転した大阪府立北野高等学校（移転当時は旧制大阪府立北野中学校）に由来する。

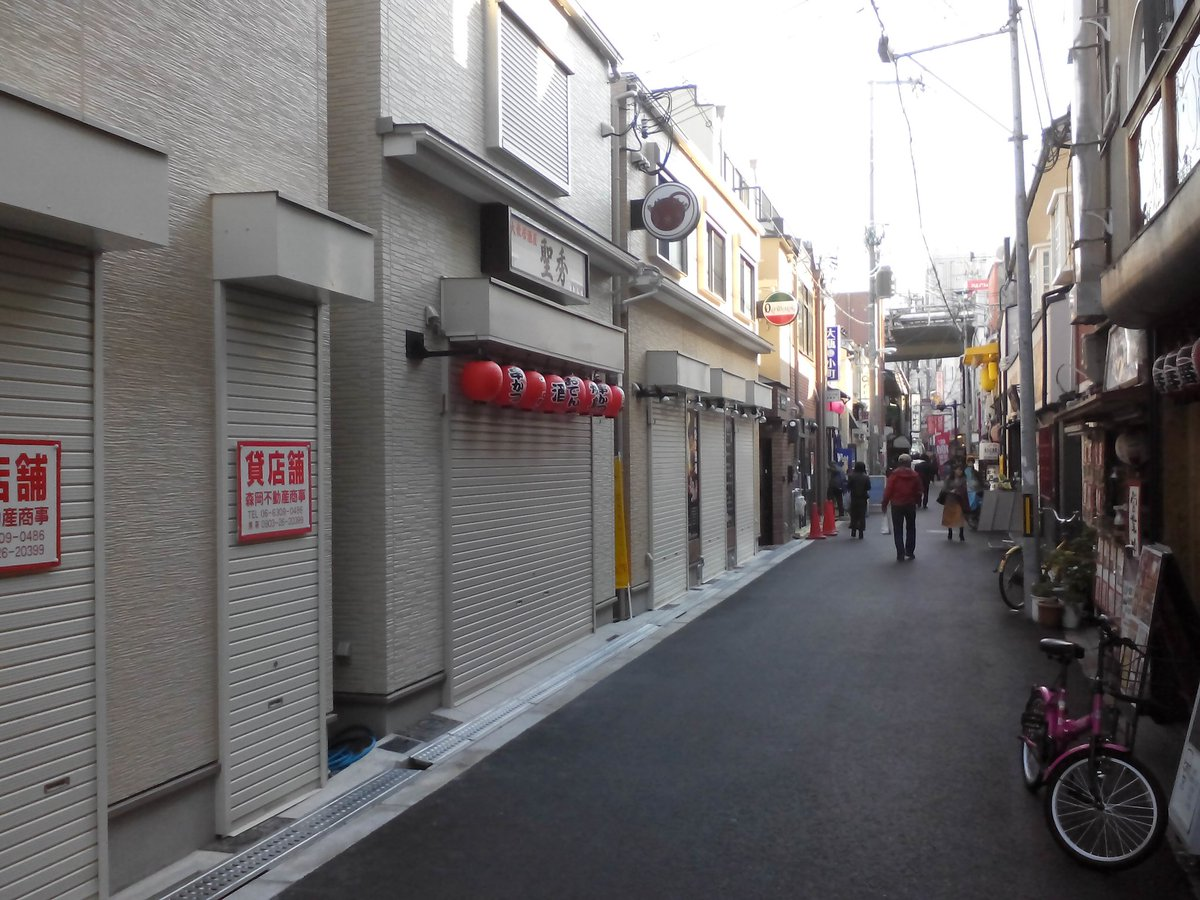
2014年に発生した火災の現場は、2016年11月に店舗として使える小屋を建てることで復旧してきた。

| 現行の町名 | 現行の町名 | 1974年までの町名 | 1974年までの町名                              | 1925年以前   | 1925年以前 |
| ---------- | ---------- | ---------------- | --------------------------------------------- | ------------ | ---------- |
| 淀川区     | 十三本町   | 東淀川区         | 十三西之町                                    | 西成郡神津町 | 大字堀     |
| 淀川区     | 十三東     | 東淀川区         | 十三東之町                                    | 西成郡神津町 | 大字小島   |
| 淀川区     | 十三元今里 | 東淀川区         | 今里町（1931年まで） → 元今里北通・元今里南通 | 西成郡神津町 | 大字今里   |
| 淀川区     | 新北野     | 東淀川区         | 十三南之町                                    | 西成郡中津町 | 大字成小路 |

### 2014年の十三駅前火災と復興
2014年3月7日の十三駅前しょんべん横丁の火災で39店舗が全焼。2016年10月、跡地に10店舗（うち再建は2店舗）がオープンした。

### 過去に存在していた停留場
- 十三停留場：国道176号に存在していた大阪市営トロリーバスの停留場。万博を翌年に控える1969年10月1日、1号線（1系統[7]）大阪駅前 - 神崎橋（神崎橋の東南東、府道41号に位置[7]）間廃止に伴い、停留場も廃止。代替として大阪市営バス→大阪シティバスの97号系統（大阪駅 - 加島駅。元は神崎橋まで）が2021年時点も運行中。

## 十三を発祥とする食べ物・銘菓
- 十三屋わび助（十三やきもち）
江戸時代（約400年前）より十三の川渡し場で営業されていた餅屋。約100年前より奈良県生駒市の宝山寺の麓（近畿日本鉄道生駒駅・鳥居前駅）に移転しており、現在は生駒名物と謳っている。また、隣駅である東大阪市の石切駅付近（石切神社）にも出店している。
- ねぎ焼
十三にあるお好み焼き店「やまもと」が発祥、商標登録もされている。
- 十三大橋
1911年（明治44年）創業の永楽堂寿浩の和生菓子。十三銘菓としてほかに「十三小町」「十三の里」「十三俵もなか」「十三夜」などがある。
- 十三焼
十三の渡しの渡し場で親しまれてきた、享保12年（1727年）創業の今里屋久兵衛の焼き餅。中にあんこが入った白餅、よもぎ餅の二種類がある。

## 関連作品

### 十三をテーマにした歌
- 十三の夜（唄・藤田まこと）
- JUSO CRAZY NIGHT (RAZORS EDGE)
- 十三たそがれ心（胡夢想）

### 十三を取り上げた小説
- 黄金を抱いて翔べ（高村薫）
- 李欧（高村薫著）
- 骸骨ビルの庭（宮本輝）

### 十三で撮影された映画
- ブラック・レイン
- ピーピー兄弟
- かぞくのひけつ
- ボックス!
- 野獣刑事
- 首領への道